# Pfarrkirche Aggsbach Markt

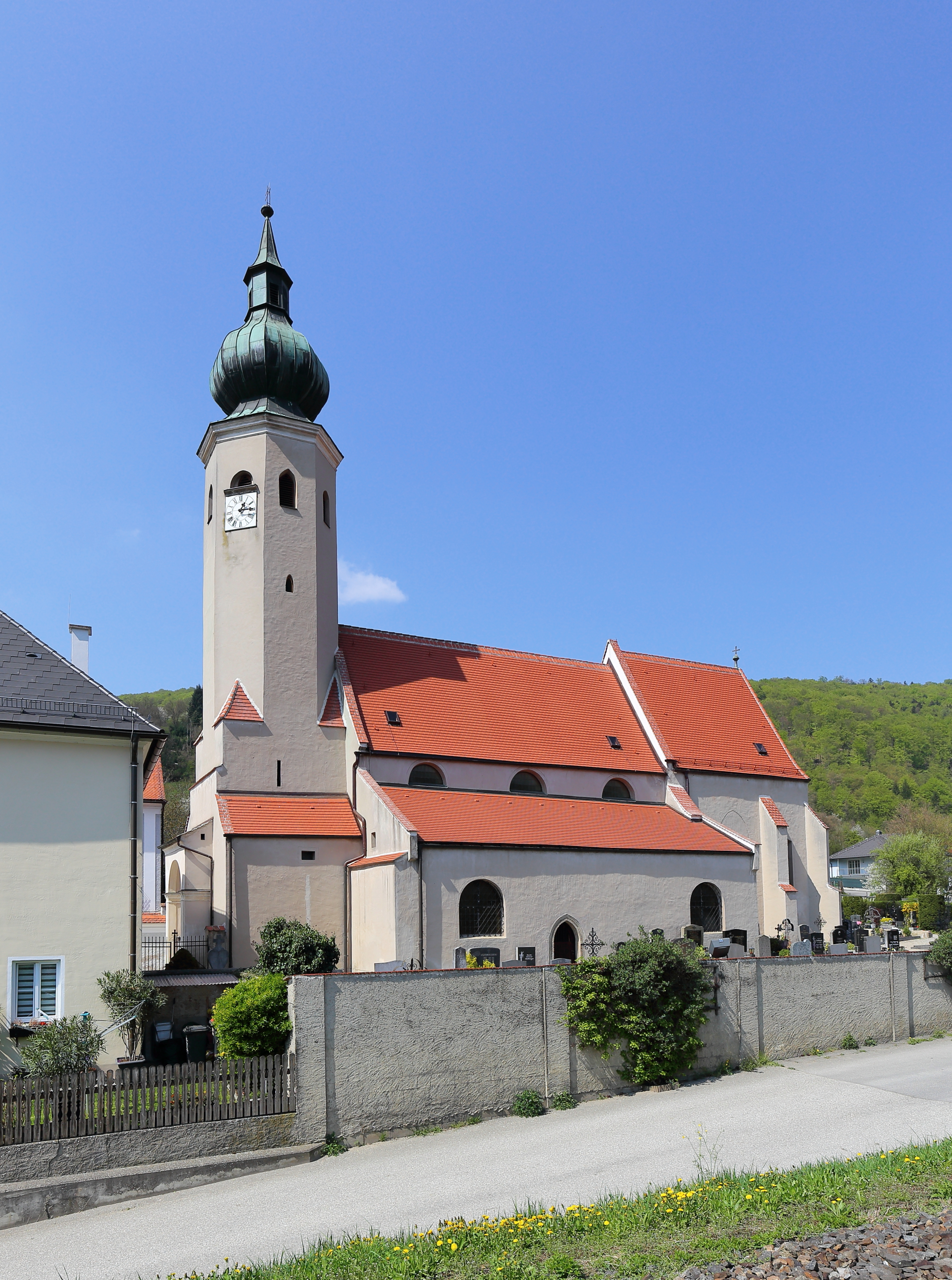
Pfarrkirche Mariä Himmelfahrt in Aggsbach Markt

Die römisch-katholische Pfarrkirche Aggsbach Markt, auf das Fest Mariä Himmelfahrt geweiht, gehört zum Dekanat Spitz in der Diözese St. Pölten. Die Pfarrkirche und der Friedhof, leicht erhöht im Westen des Ortes gelegen, stehen unter Denkmalschutz.

## Geschichte
Die erste urkundliche Erwähnung einer Kirche in Aggsbach verweist auf das Jahr 1148. Rueger von Zaucha ließ die heutige Kirche 1286–1300 neu erbauen. Vom 15. bis ins 18. Jahrhundert war sie Wallfahrtskirche. Die Pfarre wurde 1632 errichtet und war bis 1792 dem Kloster Niederaltaich inkorporiert.

## Äußeres
Die Kirche ist ursprünglich eine spätromanische Pfeilerbasilika, heute mit gotischem Gewölbe, Westturm und barockisiertem Chor. Sie hat drei Schiffe und rundbogige Lichtgaden, ein profiliertes gotisches Spitzbogenportal an der Südseite und eine vermauerte Spitzbogenöffnung im Osten des südlichen Seitenschiffs. Der leicht überhöhte Chor stammt im Kern aus dem 14. Jahrhundert und wurde 1779 barockisiert. Seine Strebepfeiler wurden im 18. Jahrhundert verändert und die barocken Segmentbogenfenster im Polygon zugemauert. Die im Norden angebaute Sakristei hat spätgotische Rechteckfenster. Im Westen ist ein im Erdgeschoß quadratischer und im Obergeschoß achteckiger Turm mit spitzbogigen Schallfenstern und Zwiebelhelm vorgestellt. Beim Portal befindet sich ein pilastergegliederter Vorbau aus dem Jahr 1647 mit abgefastem Rundbogenportal.

## Inneres

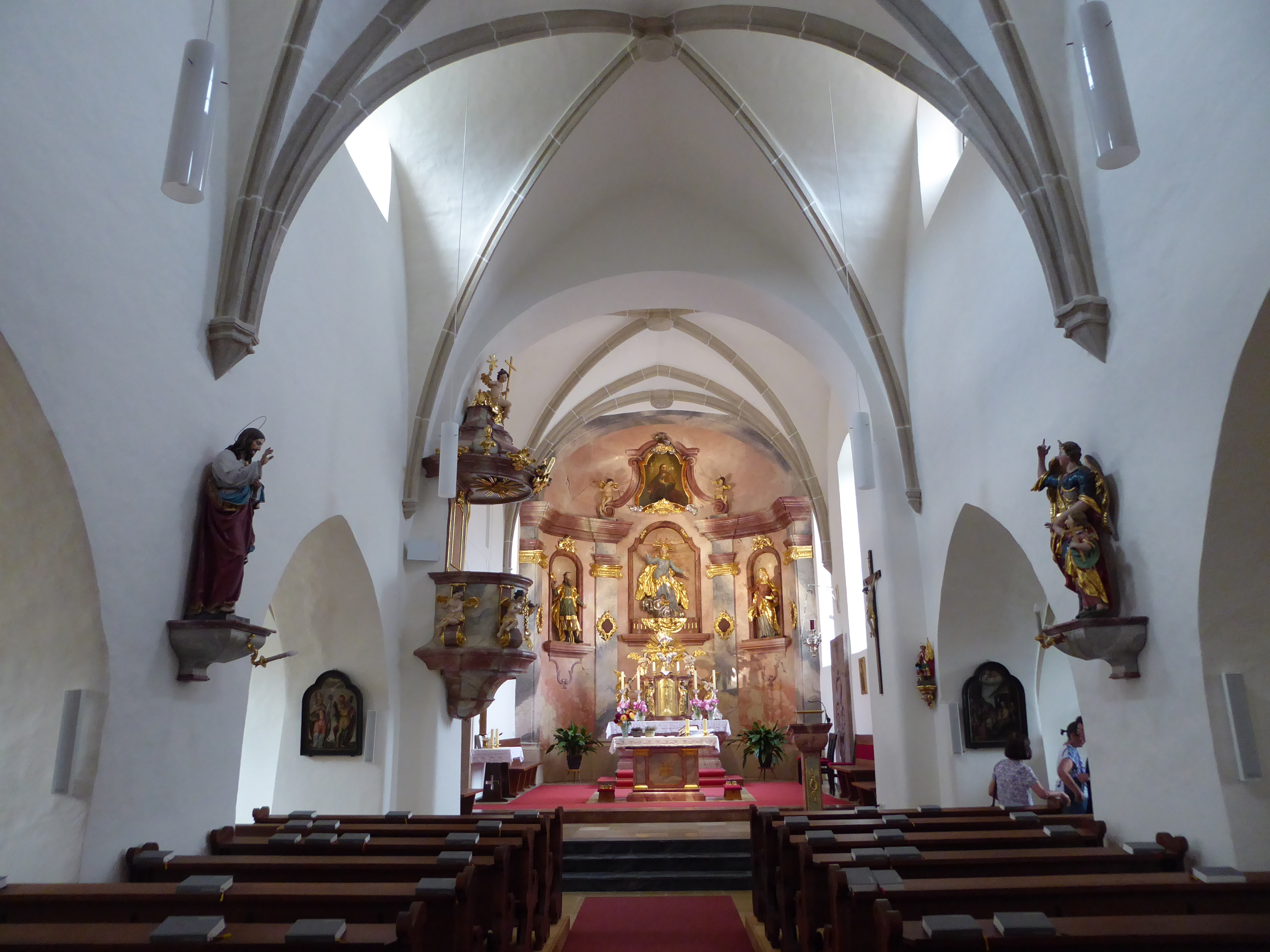
Blick Richtung Hochaltar

Das Langhaus der dreijochigen und dreischiffigen Pfeilerbasilika wurde im Jahr 1286 erbaut und im 14. Jahrhundert mit Kreuzrippengewölben auf polygonalen Diensten eingewölbt. Die Seitenschiffe sind in niedrigen, tiefen Arkaden zum Mittelschiff gewölbt. Die beiden quadratischen Seitenschiffjoche im Osten sind durch leicht eingezogene, abgefaste Spitzbogen ausgeschieden. Aus dem letzten Viertel des 18. Jahrhunderts stammt die platzlunterwölbte, barocke Westempore, die die gesamte Breite des Mittelschiffs einnimmt. In der Turmvorhalle ist ein erneuertes Kreuzgratgewölbe zu sehen. Hinter dem rundbogigen, leicht eingezogenen Triumphbogen liegt ein einjochiger Chor mit Fünfachtelschluss und Kreuzrippengewölbe. Das Chorpolygon wurde 1779 ausgerundet.

## Einrichtung
Der Hochaltar ist ein Sarkophagaltar aus der Zeit um 1780. In drei Nischen stehen Figuren der Hll. Joachim, Anna und Maria. Im Volutenauszug ist ein Leinwandbild des hl. Josef zu sehen. Ergänzt wird der Altar durch ein großes Rokokotabernakel mit adorierenden Engeln. Der linke Seitenaltar verfügt über ein barockes Kruzifix aus dem dritten Viertel des 18. Jahrhunderts. Die möglicherweise aus der ehemaligen Dominikanerkirche in Krems stammende Kanzel, die um die Mitte des 18. Jahrhunderts angefertigt wurde, hat an Korb und Schalldeckel Engelfiguren und Rocailledekor.
Das Orgelgehäuse in barocken Formen stammt von Franz Meinl aus dem Jahr 1871. Das Werk wurde 1990 durch Pemmer Orgelbau erneuert. Zur weiteren Ausstattung zählen ein Leinwandbild des hl. Florian aus der Zeit um 1800, zwei Tafelbilder mit Dreipassrahmung vom Anfang des 17. Jahrhunderts mit Darstellungen der Anbetung der Könige sowie der Hll. Andreas und Wolfgang, eine Nepomukstatue aus der ersten Hälfte des 19. Jahrhunderts, ein spätgotischer Opferstock, ein Weihwasserbecken aus dem 17. Jahrhundert (?) sowie mehrere Grabsteine und Grabplatten.
Die Glocken, mit Reliefs der Kreuzigung und von Christus am Astkreuz, wurden 1498 bzw. 1521 gegossen.

Einrichtung
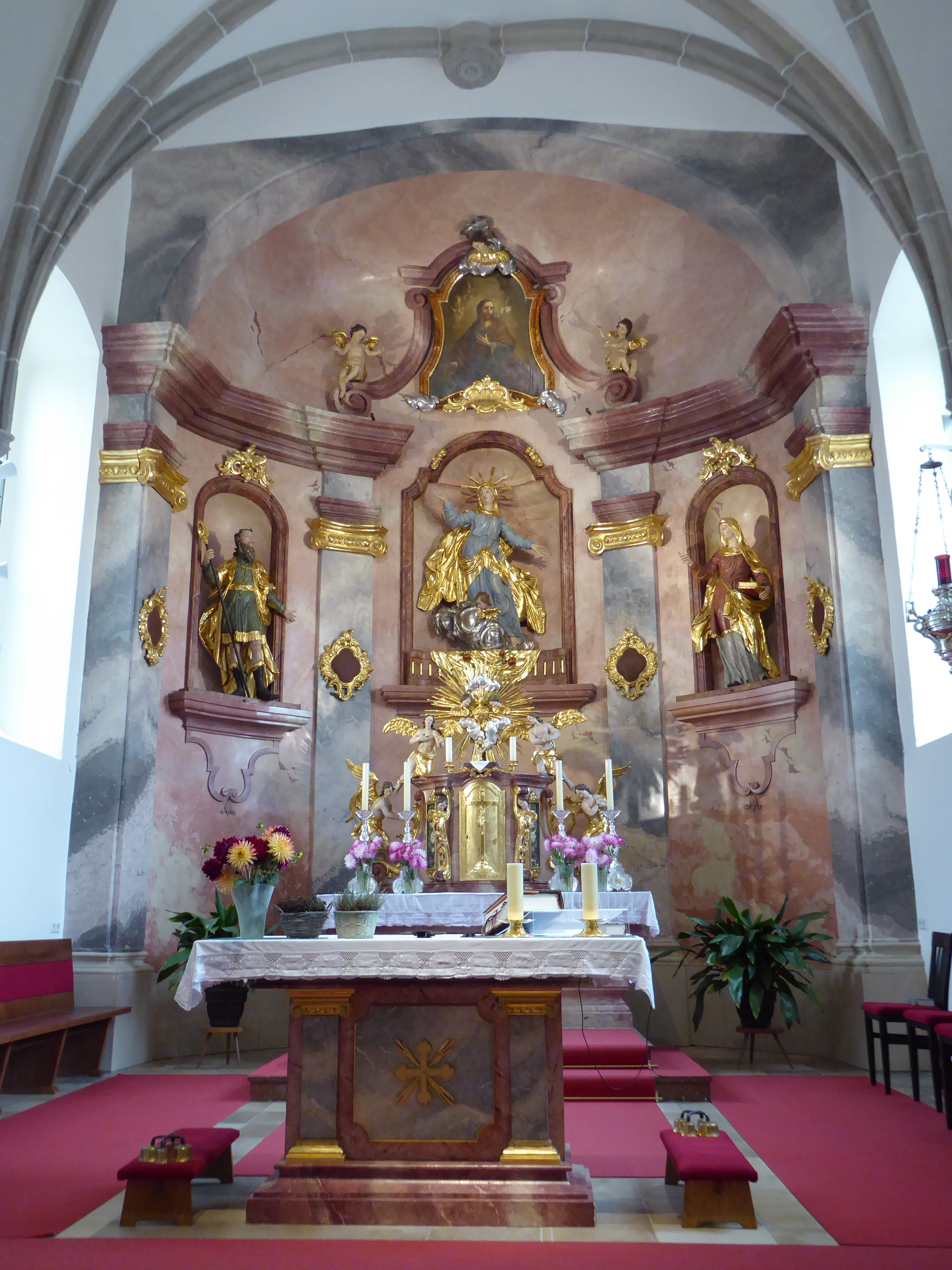
Hochaltar
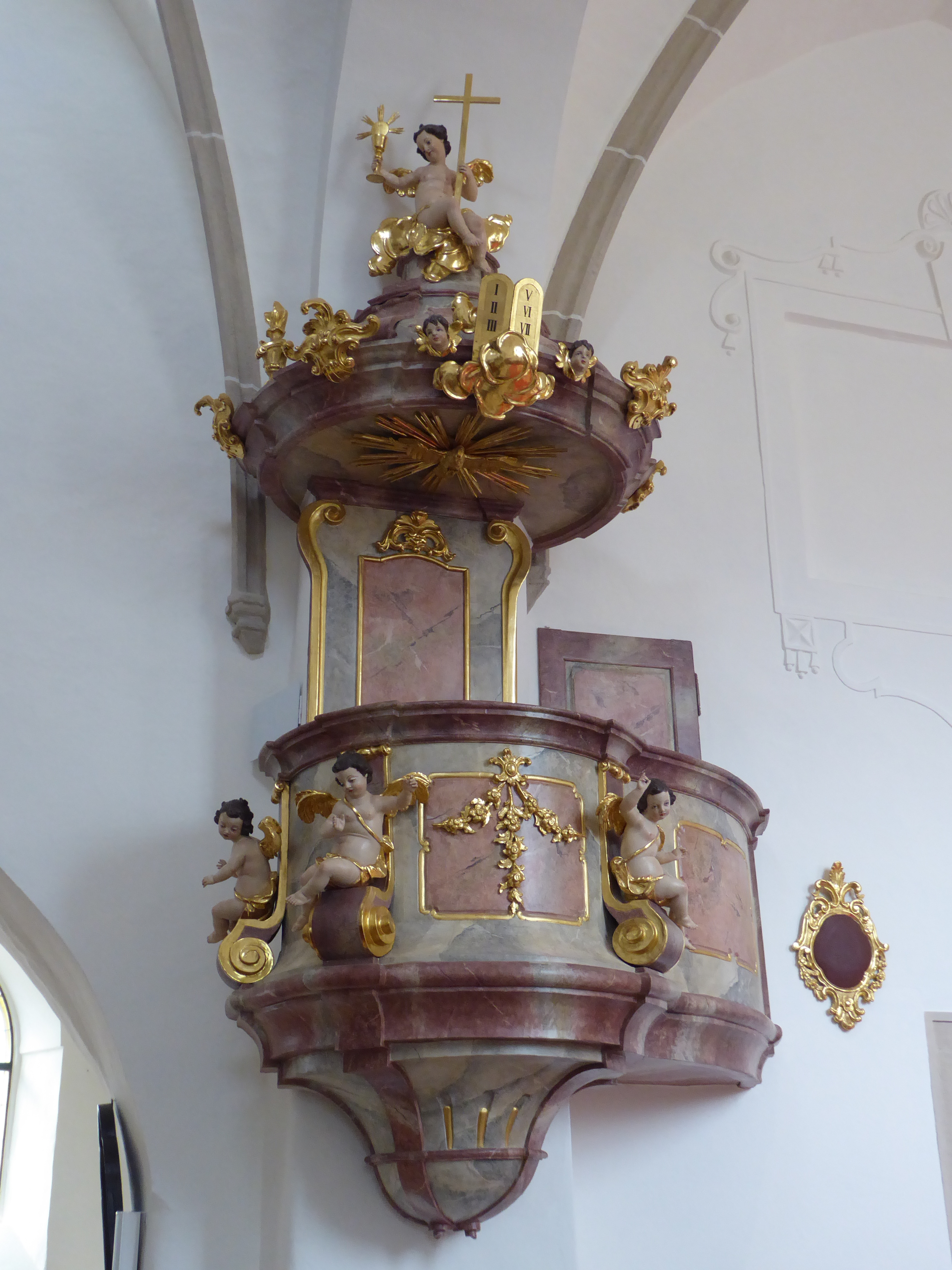
Kanzel
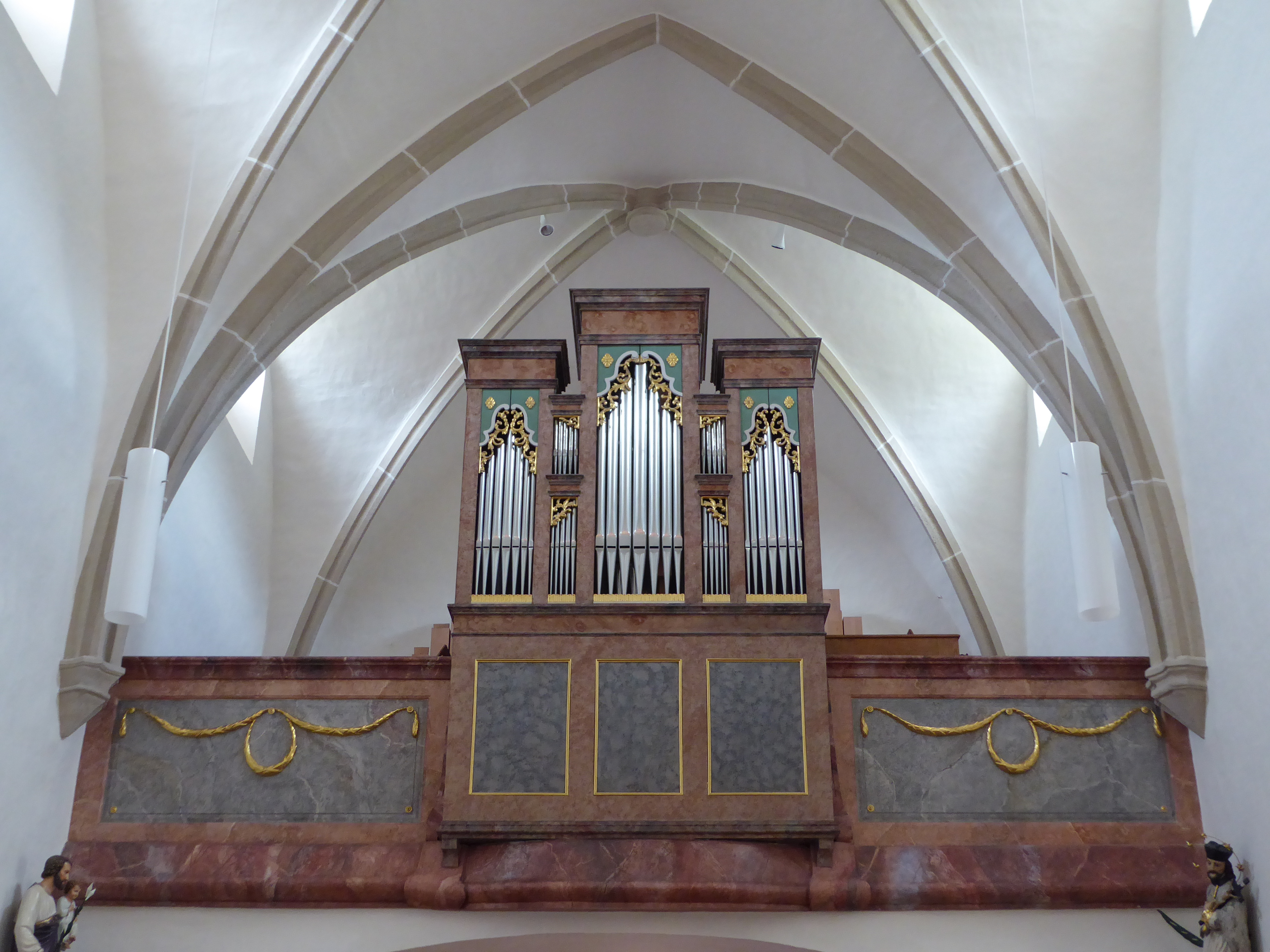
Brüstungsorgel
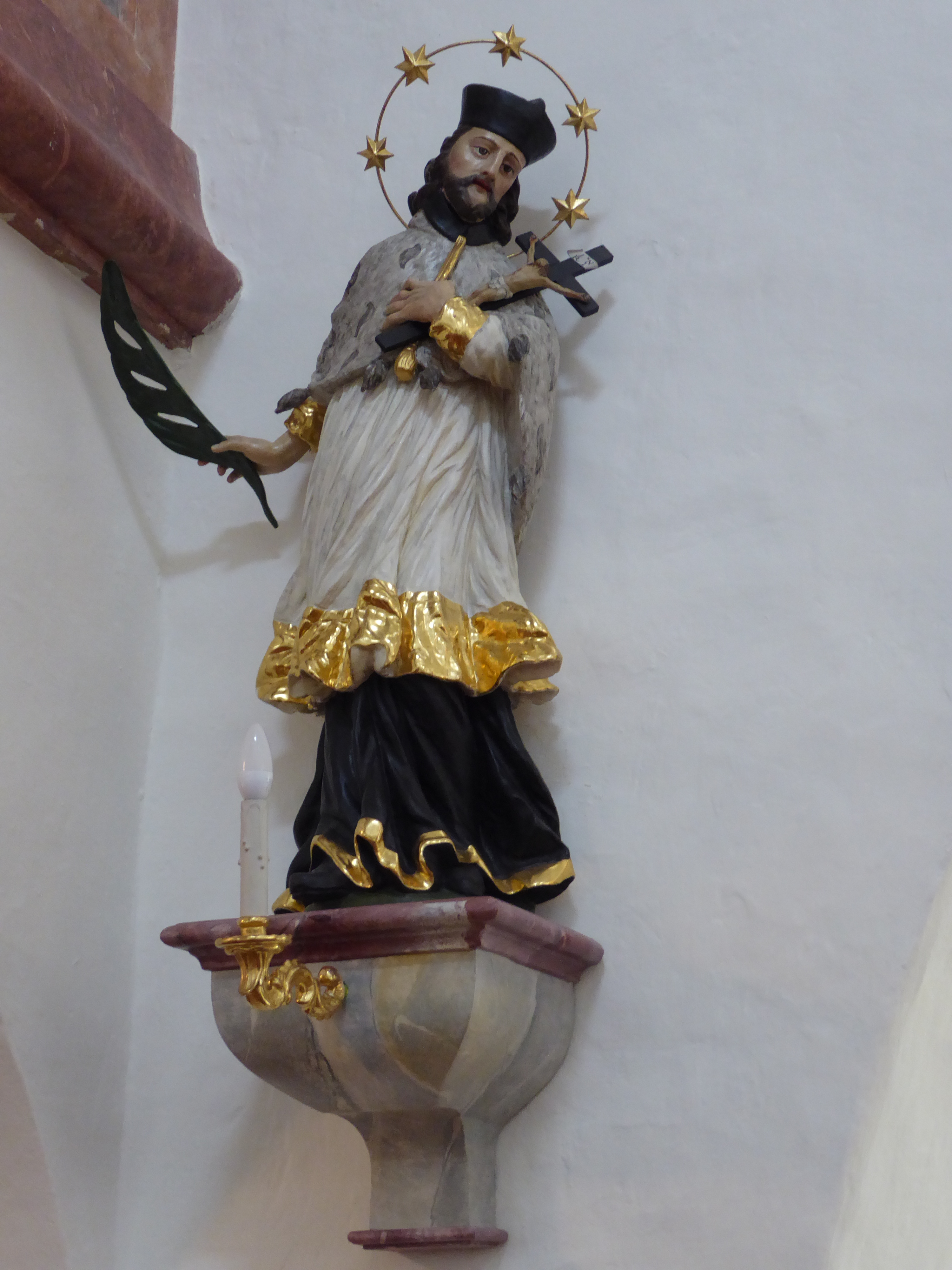
Nepomukstatue
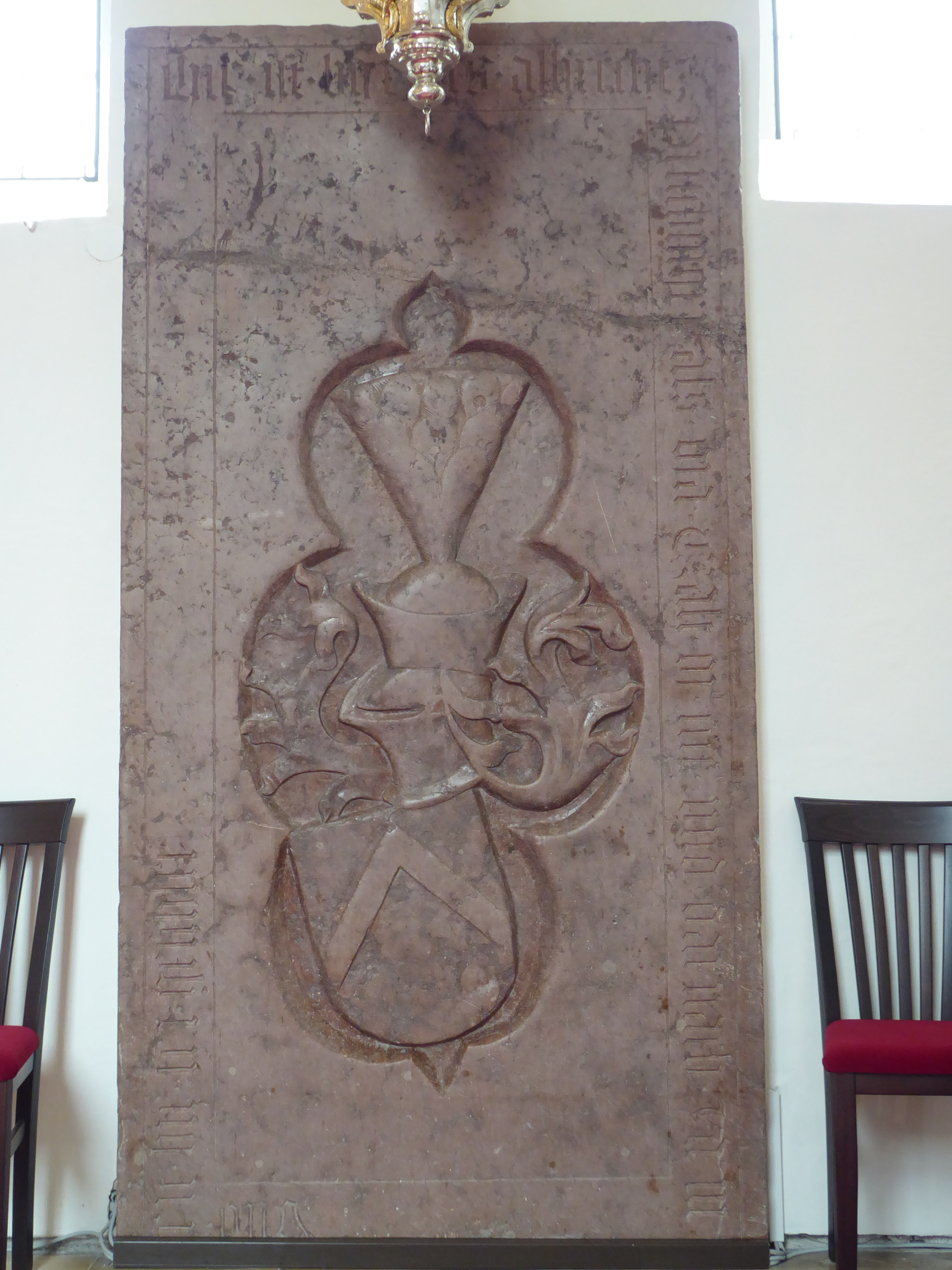
Grabplatte